# Miguel Ángel Martín (historietista)
Miguel Ángel Martín, que firma como Mrtn, es un ilustrador e historietista español nacido en León en 1960. Sus historietas, entre las que destacan series como Brian the Brain, Rubber Flesh, Psychopathia Sexualis o The Space Between, abordan una temática dura, centrada en la pornografía, la tecnología y la violencia, la cual contrasta con su trazo limpio y ambiente aséptico, cercano a la línea clara. En sus palabras: "La gracia está en la combinación de un dibujo limpio, naif e incluso ingenuo con unos contenidos un tanto escabrosos, ácidos y retorcidos". Ha diseñado, además, infinidad de ilustraciones, carteles, cubiertas de discos (principalmente para Subterfuge) y portadas de libros, así como merchandising. 

## Biografía

### Inicios profesionales (1985-1992)
Miguel Ángel Martín inició la carrera de Derecho con la intención de ser fiscal, pero la abandonó para empezar a trabajar en El Diario de León y, a partir de 1986, en la La Crónica de León, donde ilustró las crónicas de sucesos y realizó las tiras Keibol Black (1987) y Kyrie Nuevo Europeo (1989).
Tras ganar en 1988 el segundo premio del concurso patrocinado por Zona 84, dibujó para esta revista la serie The Space Between, y para Totem, Psychopathia Sexualis.
En 1990, realizó Días felices en Gente Pequeña, suplemento infantil de Diario 16, y comenzó a colaborar en las publicaciones de Ediciones La Cúpula, primero en Makoki con Atolladero Texas (guion de Oscaraibar) y Brian the Brain.

### Madurez y reconocimiento (1993-2005)
Desde 1993, se convirtió en uno de los autores estrella de la revista El Víbora, gracias a series como Rubber Flesh (1993), Cyberfreak (1996) y Surfing on the Third Wave (1999-2005). Empezó a colaborar también con revistas musicales como "Factory" (1994-1998), "RockDeLux" (1996-1998) y "Subterfuge" (1998-99) e ilustró los cárteles de las películas La lengua asesina (1996), Killer Barbys (1998) y la cubana Un paraíso bajo las estrellas (1999). Mientras tanto, la edición italiana de Psychopathia Sexualis fue secuestrada en 1995 por inducción al suicidio, homicidio y pedofilia, afrontando su editor Jorge Vacca un proceso de cinco años del que salió finalmente absuelto.

### Últimos años (2005-presente)
Tras el cierre de la revista El Víbora en 2005, Miguel Ángel Martín ha reducido su labor como historietista, dedicándose fundamentalmente a la ilustración y al diseño de merchandising (la firma Cha-Chá, por ejemplo), además de a otras facetas inéditas, como la escritura teatral (Kyrie Nuevo Europeo).
En 2008 empieza a colaborar con la editorial Rey Lear, dirigida por el también leonés Jesús Egido. Ilustra para ella libros como Hola mi amor, yo soy el lobo, de Luis Alberto de Cuenca y El ilustre cohete, de Oscar Wilde, además de publicar su primera novela gráfica concebida como tal: Playlove, donde las calles no tienen nombre.
En 2010 fue homenajeado en el Festival de Cómic de Lucca (Italia).
En la actualidad, colabora frecuentemente con la editorial Reino de Cordelia en recopilaciones de material clásico, nuevas obras, ilustraciones y portadas para novelas e incluso una baraja de Tarot.

## Influencia
Miguel Ángel Martín ha declarado su admiración incondicional por autores como J. G. Ballard, William S. Burroughs, David Cronenberg, Alvin Toffler, Marvin Harris, Emil Cioran y músicos como Whitehouse. Sus influencias definitivas son la ciencia, la tecnología y la pornografía.

## Premios
- 1993 Autor revelación del Salón Internacional del Cómic de Barcelona 1993;
- 1999 Yellow Kid al mejor autor extranjero (Roma);
- 2003 Gran Premio "Attilio Micheluzzi" en el Comicon de Nápoles;
- 2006 Al mejor cómic europeo Romics (Roma), y
- 2007 Premio de los lectores RepubblicaXL al mejor cómic del año en el Comicon de Nápoles.[2]

## Obra

### Cómics
| Años      | Título                                      | Publicación original      | Ediciones posteriores                                                        | Adaptación                                                          |
| --------- | ------------------------------------------- | ------------------------- | ---------------------------------------------------------------------------- | ------------------------------------------------------------------- |
| 1996      | Crónica Negra                               | La Crónica de León        | Midons (1997) Reino de Cordelia (2017)                                       |                                                                     |
| 1987      | Keibol Black                                | La Crónica de León        | Camaleón Ediciones (parcial en 1992) La Factoría de Ideas (completa en 1996) |                                                                     |
| 1987-1988 | The Space Between                           | Zona 84                   | La Factoría de Ideas (Grapa 1994-1996, Integral 2000)                        |                                                                     |
| 1989      | Kyrie nuevo europeo                         | La Crónica de León        | La Factoría de Ideas (1996-2001)                                             | Obra teatral de 2005 adaptada por él mismo y dirigida por Pepe Mora |
| 1992      | Psychopathia Sexualis                       | Totem                     | Ediciones Arrebato (1992) Total Over Fuck (Reino de Cordelia, 2010)          |                                                                     |
| 1990      | Días felices                                | Gente Pequeña (Diario 16) | La Factoría de Ideas (2000)                                                  |                                                                     |
| 1990      | Atolladero Texas                            | Makoki                    | Glénat                                                                       | Película de Óscar Aibar (1995)                                      |
| 1990-1993 | Brian the Brain                             | Krazy Comics, Makoki      | La Cúpula (1994-2005)Reino de Cordelia (Edición integral, 2019)              |                                                                     |
| 1993      | Rubber Flesh                                | El Víbora                 | Álbumes (La Cúpula, 1999-2002) Reino de Cordelia (2018)                      |                                                                     |
| 1994-1998 | Big Whack                                   | Factory, RockDeLux        | La Factoría (2001)                                                           |                                                                     |
| 1996      | Ciberfreak                                  | El Víbora                 |                                                                              |                                                                     |
| 1998      | Snuff 2000                                  | La Factoría               | Total Over Fuck (Reino de Cordelia, 2010)                                    |                                                                     |
| 1998-2002 | Surfing on the Third Wave                   | El Víbora                 | Rey Lear (2009)                                                              |                                                                     |
| 1998-1999 | Psycotronic Records                         | Subterfuge                | Subterfuge (2002)                                                            |                                                                     |
| 1999      | Anal Core                                   | La Factoría               | Total Over Fuck (Reino de Cordelia, 2010)                                    |                                                                     |
| 2001      | Barny                                       | Gryker & Asociados        |                                                                              |                                                                     |
| 2001      | Big Whack!                                  | La Factoría de Ideas      |                                                                              |                                                                     |
| 2002      | Sicotronic Records                          | Subterfuge                |                                                                              |                                                                     |
| 2003      | Hard On                                     | La Factoría de Ideas      | Total Over Fuck (Reino de Cordelia, 2010)                                    |                                                                     |
| 2003      | La bola de cristal. El comic                | Subterfuge                |                                                                              |                                                                     |
| 2005      | NeuroHabitat                                | La Factoría de Ideas      |                                                                              |                                                                     |
| 2008      | Playlove. Donde las calles no tienen nombre | Rey Lear                  |                                                                              |                                                                     |
| 2008      | Bitch                                       | La Cúpula                 |                                                                              |                                                                     |
| 2011      | Bug (Bicho)                                 | Reino de Cordelia         |                                                                              |                                                                     |
| 2014      | Out of my brain                             | Rey Lear                  |                                                                              |                                                                     |
| 2016-2019 | Fallen Angels                               | La Resistencia (Dibbuks)  | Nuevo Nueve (2021)                                                           |                                                                     |
| 2020      | Saphari                                     | Reino de Cordelia         |                                                                              |                                                                     |
| 2022      | My Way                                      | Reino de Cordelia         |                                                                              |                                                                     |
| 2025      | Weird in a Dark Way                         | Reino de Cordelia         |                                                                              |                                                                     |

### Libros ilustrados
- Don Quijote de la Mancha, de Miguel de Cervantes, adaptada por Pollux Hernúñez y Emilio Pascual, Reino de Cordelia (2015).[19]
- Esperando a los Bárbaros, de C. P. Cavafis, Reino de Cordelia (2016).[20]
- Cantar de Valtario, de Luis Alberto de Cuenca, Reino de Cordelia (2021).[21]
- Los 120 días de Sodoma, de Marqués de Sade, Reino de Cordelia (2023).[22]